# Brzóźniański Obszar Chronionego Krajobrazu
Brzóźniański Obszar Chronionego Krajobrazu – obszar chronionego krajobrazu leżący w północnej części województwa podkarpackiego.
Obszar leży na terenie gmin: Nowa Sarzyna, Leżajsk, Żołynia, Rakszawa i Sokołów Małopolski. Ponad 5000 ha stanowią lasy należące do Nadleśnictwa Leżajsk. Ma powierzchnię 11 905 ha, przy czym wcześniejsze dokumenty podawały 11 735 ha.
Obszar został powołany Rozporządzeniem nr 35 Wojewody Rzeszowskiego z dnia 14 lipca 1992 r. w sprawie zasad zagospodarowania obszarów chronionego krajobrazu na terenie województwa rzeszowskiego, co zostało zaktualizowane Rozporządzeniem nr 76/05 Wojewody Podkarpackiego z dnia 31 października 2005 r. w sprawie Brzóźniańskiego Obszaru Chronionego Krajobrazu (Dz. Urz. z 2005 r. Nr 138, poz. 2102) i kolejnymi aktami prawa.
W obszarze chronione są walory przyrodnicze Płaskowyżu Kolbuszowskiego, w tym odcinek Trzebośnicy i jej doliny. Lasy obszaru to głównie grądy i lasy mieszane, a także stanowiska lasów bukowo-jodłowych i buczyny karpackiej, łęgów i olsów. Poza tym znajdują się tu niewielkie śródleśne torfowiska wysokie, podmokłe łąki i szuwary. Występują tu rośliny takie, jak wawrzynek wilczełyko, goździk kosmaty, goździk piaskowy, kruszczyk szerokolistny, śnieżyczka przebiśnieg, listera jajowata, widłaczek torfowy, widłak goździsty, grążel żółty czy podkolan biały.
Na obszarze znajdują się dwa rezerwaty: Suchy Łuk i Wydrze. Jego teren częściowo nakłada się z obszarem Natura 2000 Lasy Leżajskie.